# Eaton Nunatak
Eaton Nunatak är en nunatak i Antarktis. Den ligger i Västantarktis. Argentina, Chile och Storbritannien gör anspråk på området. Toppen på Eaton Nunatak är 1 034 meter över havet.
Terrängen runt Eaton Nunatak är platt. Trakten är obefolkad. Det finns inga samhällen i närheten.